# Макканьо
Макканьо (итал. Maccagno) — коммуна в Италии, находится в провинции Варесе области Ломбардия.
Население составляет 2003 человека (2008), плотность населения составляет 125 чел./км². Занимает площадь 16 км². Почтовый индекс — 21010. Телефонный код — 0332.
Имеется приходской храм, освящённый в честь святого Матерна Миланского.

## Демография
Динамика населения: